# Aprendizagem personalizada
A aprendizagem personalizada é a adaptação da pedagogia, dos planos de estudo/curriculares e dos ambientes de aprendizagem para atender às necessidades e aspirações individuais dos alunos, muitas vezes através do uso extensivo de tecnologia no processo.

## História
A aprendizagem personalizada foi definida com diferentes sotaques de diferentes autores e aqui estão resumidas numa lista cronológica.
Parkhurst e o Plano Dalton (século XIX): Segundo o Plano Dalton, cada aluno pode programar o seu plano de estudos, de forma a atender às suas necessidades, interesses e capacidades; para promover a independência e a auto-confiança; e para melhorar as competências sociais dos alunos e o sentido de responsabilidade para com os outros.
Washburne: A auto-governação e o Plano Winnetka (primeiros anos de 1900): O plano tinha como objetivo ampliar o foco educacional para as atividades criativas e o desenvolvimento emocional e social, utilizando um tipo de programa que mais tarde ficou conhecido por "instrução programada".
Claparède em "L'école sur mesure" (1920), afirmou que as crianças na idade escolar devem ter a oportunidade de escolher livremente uma série de atividades, já predispostas pelo professor, para melhorar o crescimento intelectual, social e moral, e desenvolver totalmente a personalidade. (Claparède E., L'École sur mesure, Genève, Payot, 1920).
Bloom e o Domínio da aprendizagem (anos 50-60) é um método de ensino que pressupõe que todas as crianças podem aprender se lhes forem dadas condições de aprendizagem adequadas. Mais especificamente, o Domínio da aprendizagem é um método no qual os alunos não prosseguem para um objetivo de aprendizagem subsequente, até que demonstrem proficiência no atual.
Gardner (anos 50) - A Teoria de Gardner sobre as inteligências múltiplas afirma que não só os seres humanos têm várias formas distintas de aprender e processar informação, como também estas formas são independentes entre si: colocando as "inteligências" múltiplas em oposição a um fator de inteligência geral, entre capacidades correlacionadas.
Keller e o Sistema Personalizado de Instrução (anos 60) que direciona a instrução com base nas exigências dos estudantes, permitindo que trabalhem em módulos do curso de forma independente. É um método de ensino orientado para o domínio do processo individual. O sistema personalizado de instrução também se encaixa de certa forma no construtivismo social, exigindo que os estudantes trabalhem em equipas de apoio com um supervisor para responder às perguntas sobre os conteúdos estudados.
Victor Garcia Hoz foi a primeira pessoa a adotar o termo Personalização, em 1970, no concurso da ciência educacional. O seu trabalho mais relevante neste concurso foi a "Educação Personalizada", publicado em 1981.
O "Método do Projeto" de Kilpatrik (início do século 20), é centrado na criança, a resolução de problemas é orientada, e a orientação do professor minimizada. O professor atua mais como um facilitador, encorajando a auto-decisão e o auto-controlo do aluno, mais do que fornecer conhecimento e informação.
Historicamente, o termo foi usado num discurso em 2004, no Reino Unido, por David Miliband, Ministro de Estado para o Padrão Escolar no Reino Unido (UK), que num capítulo publicado posteriormente numa antologia sobre o tema, afirmou que "a aprendizagem personalizada é a maneira pela qual as nossas melhores escolas talham a educação de forma a garantir que cada aluno atinja o mais elevado nível possível. A nossa missão é fazer dessas práticas universais”. Este discurso foi motivado por um desejo mais generalista do governo da altura (Partido Trabalhista de Tony Blair) para reorganizar a forma como os serviços eram prestados. Blair, preocupado que as instituições públicas e o governo não tivessem legitimidade aos olhos do público, procurou desenvolver novas estratégias para criar uma maior confiança no setor público. Com o tempo, esta reorganização implicou o afastamento da prestação universal de serviços pelo governo, no sentido de uma abordagem muito mais adaptável, articulada com as necessidades e ações individuais do cidadão. Partes desta reorganização foram alinhadas com as novas políticas, enfatizando o papel dos mercados e do sector privado na resposta às necessidades sociais. Estelle Morris foi o primeiro Ministro da Educação em Inglaterra a aprovar uma agenda de aprendizagem personalizada.
Dr. David Hargreaves, outro dos primeiros arquitetos-chave desta ideia, referiu-se a "personalizar" a aprendizagem em vez de aprendizagem "personalizada", de modo a realçar que se trata mais um processo do que um produto. Hargreaves, o ex-presidente das Comunicações Educacionais Britânicas e Agência de Tecnologia BECTA, tem sido fundamental na tentativa de reivindicar e definir este espaço através da criação de nove portais/passagens para a aprendizagem personalizada. Estes nove portais/passagens eram a voz do aluno; avaliação da aprendizagem; aprender a aprender; novas tecnologias; plano curricular; aconselhamento e orientação, tutoria e formação; desenvolvimento da capacidade de trabalho; e projeção e organização da escola. Charles Leadbeater é também um arquiteto-chave desta ideia pelo seu trabalho, e aconselhou Tony Blair sobre a personalização dos serviços públicos no Reino Unido.

O Dr. David Hopkins considera a aprendizagem personalizada um dos quatro pilares principais dos sistemas de reforma. O Dr. Michael Fullan sugere que o conceito é vulgarmente associado nos Estados Unidos ao ensino diferenciado. A aprendizagem personalizada é muitas vezes associada à aquisição do que tem sido descrito como as Competências do Século XXI.

## Definições
A personalização pode diferir da diferenciação na medida em que proporciona ao aluno um grau de escolha sobre o que é aprendido, quando se aprende e como se aprende. A retórica é muitas vezes colocada em termos de aprendizagem "a qualquer momento, de qualquer forma ou em qualquer lugar". Isso não pode significar uma escolha ilimitada, uma vez que os alunos ainda terão metas para cumprir. No entanto, pode fornecer aos alunos a oportunidade de aprender de um modo que atenda aos seus estilos individuais de aprendizagem e às inteligências múltiplas.
Por vezes, a Personalização é usada incorretamente como sinónimo de Individualização. No entanto, "Personalização" e "Individualização" são dois termos distintos, com um significado pedagógico diferente. A individualização refere-se ao conjunto de estratégias didáticas com o objetivo de garantir a todos os alunos a realização dos mesmos objetivos de aprendizagem, em diferentes ritmos, tempos e formas, de acordo com estilos de aprendizagem, etc. O professor (ou o computador) cria a melhor solução para o aluno. Personalização visa valorizar todo o potencial do aluno, a biografia, as inteligências, as sensibilidades e competências (também as emocionais) que caracteriza cada um de nós como uma pessoa, de forma a alcançar uma forma de excelência cognitiva, através do desenvolvimento de todas as aptidões, capacidades e talentos. Os objectivos de aprendizagem serão depois diferentes para cada aluno, e podem não estar previstos desde o início do processo de aprendizagem. Não é o tipo de competências a serem adquiridas que irá influenciar os resultados, mas o diferente grau de capacidade do uso das próprias competências. O aluno, orientado pelo professor, é um co-designer ativo da experiência e caminho da aprendizagem.
Lista de diferenças:
Individualização
- 1 Os mesmos objetivos para todos os alunos

Personalização
- 1 Objetivos diferentes para cada aluno

Individualização
- 2 Aplicar estratégias didáticas diferenciadas para atingir as competências-chave

Personalização
- 2 Aplicar estratégias didáticas diferenciadas para promover a potencialidade pessoal

Individualização
- 3 O currículo educacional é definido pelo corpo docente

Personalização
- 3 O aluno participa ativamente na construção do seu próprio plano curricular

Individualização
- 4 Valorização da dimensão cognitiva do aluno

Personalização
- 4 Valorização de todas as dimensões do aluno, e não apenas as cognitivas (emocional, social, experiência de vida, etc)

Individualização
- 5 Valorização do conhecimento anterior e das competências, formais e informais

Personalização
- 5 Valorização do conhecimento prévio, das competências, da vida e da capacidade de trabalho, também informal

Individualização
- 6 Auto-orientação do aluno como uma capacidade acessória

Personalização
- 6 Auto-orientação do aluno como uma capacidade fundamental

Individualização
- 7 O professor tem um papel fundamental

Personalização
- 7 O tutor tem um papel fundamental

O diálogo é um elemento central para a Personalização, assim como em todo o construtivismo social nos espaços de aprendizagem. Um exemplo deste estilo de aprendizagem é demonstrado pelo registo da aprendizagem que apoia o desenvolvimento do pensamento e as capacidades de aprendizagem dos alunos.
Embora a aprendizagem personalizada possa acontecer em contextos de aprendizagem tradicionais, tais como escolas e faculdades, esta está presente na aprendizagem que acontece em qualquer lugar, por exemplo em casa ou na comunidade. A aprendizagem personalizada pode acontecer em parceria com outros alunos, por exemplo quando os alunos trabalham juntos, em grupo, para estudar um tema específico. Esta aprendizagem “em qualquer lugar, a qualquer hora, de qualquer forma" pode ser vista, à luz das forças da globalização, pela sua influência nesta última tendência da educação, onde tempo, espaço e lugar são experimentados de forma comprimida; a morte da distância.
As Tecnologias de Informação e Comunicação podem ser uma poderosa ferramenta para a aprendizagem personalizada, pois permitem aos alunos o acesso à investigação e informação, e fornecem um mecanismo de comunicação, debate, e registo da aprendizagem. No entanto, a aprendizagem personalizada não é exclusiva dos ambientes ou tecnologias digitais. Na retórica em torno das Competências do Século XXI, a aprendizagem personalizada é muitas vezes sinónimo de 'customização' (como verificamos no mundo dos negócios), com a personalização digital usada para o enquadramento da experiência de aprendizagem como altamente eficiente. O problemático nisto é o desconto no espaço altamente relacional e socialmente construído, bem definido na investigação sobre a aprendizagem. O estreitamento da aprendizagem personalizada para a forma digital também levanta a preocupação do efeito “câmara de Echo”, resultante das experiências híper personalizadas online.

## Debate
Aprendizagem personalizada é um tema recente no campo da educação. Levou a debates tanto no Reino Unido (2006 até ao presente) e no Canadá (2010), onde alguns educadores estão preocupados que possa diminuir as dimensões relacionais e éticas da educação. O Dr. Andy Hargreaves e o Dr. Dennis Shirley (2009), no entanto, advertem para os potenciais aspectos negativos de algumas dimensões da aprendizagem personalizada no seu livro intitulado “O Quarto Caminho: O Futuro Inspirador para a Mudança Educacional”. Escrevem, por exemplo, que enquanto há vantagens em que os alunos sejam capazes de aceder a informações on-line de uma forma instantânea, não se devem confundir esses processos com "algo mais profundo, mais desafiante e mais ligado a questões prementes no seu mundo e nas suas vidas." O argumento geral é que a agenda em torno da aprendizagem personalizada está cada vez mais direcionada para ferramentas mediadas tecnologicamente.
Todos os autores são da opinião que as escolas devem tornar-se mais flexíveis na resposta às diferentes necessidades e interesses dos estudantes. Todos concordam que há um grande potencial na utilização de novas tecnologias. No entanto, diferem na natureza das suas críticas relativamente às escolas tradicionais e planos curriculares, bem como relativamente ao grau de confiança no papel da tecnologia na sociedade contemporânea.
A OCDE publicou em 2006 um documento sobre a Personalização no sistema escolar. O debate foi enriquecido com as atividades de investigação realizadas em 2010 no âmbito do Projecto Europeu Grundtvig intitulado LEADLAB - Laboratório de Desenvolvimento Liderando Idosos e Adultos (502057-LLP-1-2009-1-IT-GRUNDTVIG-GMP). Neste projecto, os parceiros de diferentes Estados europeus (Itália, França, Alemanha, Finlândia, Grécia, Espanha, Suíça), propuseram uma definição europeia comum do termo Personalização baseada num conceito Andragógico de Educação no concurso da EANV - Educação de Adultos Não Vocacional. Esta definição comum da personalização baseia-se nas experiências europeias de personalização da Educação de adultos, que não se baseia no modelo teórico definido fora da realidade do país.
Esta definição inclui características recorrentes:
- Envolvimento de todas as dimensões do aluno (social cognitiva, emotiva);

- Capacitação de consciência do processo de aprendizagem;

- Desenvolvimento do processo de aprendizagem auto-regulada,

- Co-desenvolvimento do percurso e processo de aprendizagem;

- Desenvolvimento de processo de auto-avaliação;

- Desafios de aprendizagem em vez de objectivos de aprendizagem;

- Caminho de aprendizagem ao invés de plano curricular ou programa de formação;

- Os resultados atingíveis não são previsíveis a priori.

De acordo com esta definição comum, os parceiros propuseram um modelo europeu integrado de personalização e orientações para ser aplicado. O desafio desta síntese, de acordo com os parceiros do Projeto LEADLAB é, portanto, verificar, a partir e para além das tradições nacionais, se este novo paradigma pode ser encontrado em diferentes países, para permitir a formulação de uma proposta conjunta a nível europeu.
Também no âmbito da investigação financiada pela União Europeia, o projeto de Transferência de Inovação Leonardo Da Vinci, I TUBE - Transferência de Inovação na Formação Contínua de um Modelo Integrado de Personalização e Portfólio Digital, adapta e transfere o modelo de personalização para a educação profissional e para os sistemas de educação para adultos, através da utilização e suporte do portfólio digital. A inovação reside numa dupla aplicação da ideia de personalização na aprendizagem através da tecnologia e de uma dimensão coletiva.